# Philippe Honoré (tegner)
Philippe Honoré (født 25. november 1941 i Vichy i Frankrig, død 7. januar 2015 i Paris) var en fransk satiretegner, der skrev under navnet Honoré.
Honoré fik sine første tegninger offentliggjort i dagbladet Sud Ouest da han var 16 år gammel. Han indgik i Charlie Hebdos tegnerstab fra 1992 og medvirkede også i adskillige andre franske publikationer som Le Monde, Libération, Les Inrockuptibles, Le Matin, Charlie Mensuel og Hara-Kiri. I 1980'erne skrev han også for den svenske avis Expressen.
Honoré blev slået ihjel ved attentatet mod Charlie Hebdo 2015.